# Arabes américains
Les Arabo-Américains sont les américains d'origine arabe. Ils sont principalement composés de Libano-Américains, représentant 0,16 % de la population américaine et 32,4 % de tous les Arabo-Américains. Les deux tiers d'entre eux sont chrétiens.

## Population
Selon l'Institut arabo-américain, les Arabo-Américains sont les personnes originaires de l'Algérie, de Bahreïn, d'Égypte, d'Irak, de Jordanie, du Koweït, du Liban, de Libye, de Mauritanie, du Maroc, d'Oman, du Qatar, de Palestine, d'Arabie saoudite, du Soudan, de Syrie, de Tunisie, des Émirats arabes unis et du Yémen.
En 20 ans, la population arabe vivant aux États-Unis a doublé. La grande majorité des Arabes américains (62 %) sont issus du Levant, une région du Proche-Orient comprenant le Liban, la Syrie, la Palestine, la Jordanie. Les autres communautés sont issues du Maghreb, d'Égypte, du Yémen, d'Irak et d'autres nations arabes. Selon l'Institut arabo-américain, les États-Unis comptent plus de 3,5 millions d'Arabes.
La plupart des populations d'origines arabes vivent en Californie, dans le Michigan (350 000), dans le New Jersey et à New York. La ville qui compte le plus grand pourcentage d'Américains d'origine arabe dans sa population est Dearborn, dans le Michigan. Dans cette ville, les enseignes de commerce bilingues, en anglais et en arabe, sont omniprésentes dans les rues. La communauté irakienne compte plus de 30 000 personnes à Dearborn ; ce sont en majorité des chrétiens chaldéens venus aux États-Unis dans les années 1920 pour travailler dans des usines automobiles.
| Pays d'origine | 2009      | 2015      |
| -------------- | --------- | --------- |
| Égypte         | 182 194   | 233 643   |
| Irak           | 66 132    | 123 259   |
| Jordanie       | 60 275    | 71 467    |
| Liban          | 488 175   | 495 522   |
| Maroc          | 74 347    | 96 112    |
| Palestine      | 81 740    | 107 479   |
| Syrie          | 151 251   | 163 959   |
| Autres         | 412 285   | 589 012   |
| Total          | 1 516 399 | 1 832 106 |

## Religion
La grande majorité des Arabes américains sont de confession chrétienne. Selon une étude de 2002 de l'Institut arabo-américain, 63 % des Arabes des États-Unis sont chrétiens, contre 24 % de musulmans et 13 % qui se déclarent d'une autre religion ou sans affiliation religieuse ; les catholiques (catholiques romains, maronites et grecs-catholiques melkites) représentent 35 % des Arabes, les chrétiens orthodoxes en représentent 18 % et les protestants 10 %,.

## Personnalités américaines d'origine arabe

### Culture
- Paula Abdul
- Paul Anka
- Michael Ansara
- Moustapha Akkad
- Zaida Ben-Yusuf
- Yasmine Bleeth
- Dick Dale
- Shannon Elizabeth
- Rima Fakih
- Hala Gorani
- Sanaa Hamri
- Salma Hayek
- Casey Kasem
- DJ Khaled
- French Montana
- Kathy Najimy
- Danny Nucci
- RedOne
- Tony Shalhoub
- Gigi Hadid

### Sport
- Sarah Attar
- Khalid Khannouchi
- Bobby Rahal
- Graham Rahal
- Brandon Saad
- Boris Said
- Aaron Steven Haddad
- Rony Seikaly

### Écrivains
- Saladin Ahmed
- Hala Gorani
- Stephen Adly Guirgis
- Mona Simpson
- Geoff Johns
- Rashid Khalidi
- Jamil Nasir
- Edward Saïd
- Jack Shaheen
- Helen Thomas

### Politiques
- Spencer Abraham
- John Abizaid
- George Joulwan
- Donna Shalala
- Nadya Suleman
- John H. Sununu
- George Ajjan

### Affaires
- Najeeb Halaby
- Steve Jobs

### Scientifiques
- Elias James Corey
- Farouk El-Baz
- Elias Zerhouni